# Процес Оппенгеймера-Філліпс
Процес Оппенгеймера-Філліпс або смугова реакція є різновидом ядерної реакції, викликаної дейтронами. У цьому процесі нейтронна половина енергійного дейтрона (стабільного ізотопу водню з одним протоном і одним нейтроном) зливається з ядром -мішенню, перетворюючи мішень на більш важкий ізотоп, одночасно викидаючи протон. Прикладом є ядерна трансмутація вуглецю-12 в вуглець-13.
Процес дозволяє ядерній взаємодії відбуватися при нижчих енергіях, ніж можна було б очікувати при простому розрахунку кулонівського бар’єру між дейтроном і цільовим ядром. Це пов’язано з тим, що коли дейтрон наближається до позитивно зарядженого ядра мішені, він відчуває поляризацію заряду, де «протонний кінець» спрямований від мішені, а «нейтронний кінець» спрямований до мішені. Термоядерний синтез відбувається, коли енергія зв'язку нейтрона і ядра-мішені перевищує енергію зв'язку самого дейтрона; протон, який раніше був у дейтроні, потім відштовхується від нового, важчого ядра. 

## Історія
Пояснення цього ефекту було опубліковано Дж. Робертом Оппенгеймером і Мелбою Філліпс у 1935 році, розглядаючи експерименти з циклотроном Берклі, які показали, що деякі елементи стали радіоактивними під бомбардуванням дейтронами. 

## Механізм
Під час процесу OP позитивний заряд дейтрона просторово поляризований і збирається переважно на одному кінці розподілу щільності дейтрона, номінально, на "протонному кінці". Коли дейтрон наближається до цільового ядра, позитивний заряд відштовхується електростатичним полем до тих пір, поки, якщо припустити, що падаюча енергія недостатня для подолання бар’єру, «кінець протона» наближається до мінімальної відстані, піднявшись на кулонівський бар’єр. як може. Якщо «нейтронний кінець» знаходиться досить близько, щоб сильна ядерна сила, яка діє лише на дуже коротких відстанях, перевищила електростатичну силу відштовхування на «протонному кінці», може початися синтез нейтрона з ядром-мішенню. Реакція протікає наступним чином:
| 2 D | + | A X | → | 1 H | + | A+1 X |

У процесі OP, коли нейтрон з’єднується з ядром-мішенню, сила зв’язування дейтрона підтягує «кінець протона» ближче, ніж голий протон міг би наблизитися сам по собі, збільшуючи потенційну енергію позитивного заряду. Коли нейтрон захоплюється, протон вилучається з комплексу та викидається. Протон у цій точці здатний винести більше, ніж падаюча кінетична енергія дейтрона, оскільки він наблизився до цільового ядра ближче, ніж це можливо для ізольованого протона з такою ж падаючою енергією. У таких випадках трансмутоване ядро залишається в такому енергетичному стані, ніби воно злилося з нейтроном з негативною кінетичною енергією . Існує верхня межа того, з якою енергією може бути викинутий протон, яка встановлюється основним станом дочірнього ядра.  